# جورج فريدريك بويل
جورج فريدريك بويل (بالإنجليزية: George Frederick Boyle)‏ هو ملحن وعازف بيانو أسترالي، ولد في 29 يونيو 1886 في سيدني في أستراليا، وتوفي في 20 يونيو 1948 في فيلادلفيا في الولايات المتحدة.

## وصلات خارجية
- جورج فريدريك بويل على موقع ميوزك برينز (الإنجليزية)
- جورج فريدريك بويل على موقع ديسكوغز (الإنجليزية)